# Spheniscinae
Gli sfeniscini  (Spheniscinae) sono una sottofamiglia di pinguini che comprende tutte le specie di pinguini viventi.
Comprende sei generi:
- Aptenodytes Miller, 1778 (2 specie)
- Eudyptes Vieillot, 1816 (7 specie)
- Eudyptula Bonaparte, 1856 (1 specie)
- Megadyptes Milne-Edwards, 1880 (1 specie)
- Pygoscelis Wagler, 1832 (3 specie)
- Spheniscus Brisson, 1760 (4 specie)